# Liste der schwedischen Mannschaftsmeister im Schach
Der Titel des schwedischen Mannschaftsmeisters wird seit 1951 in der Allsvenskan vergeben. In den ersten drei Austragungen wurde der Titel im K.-o.-System ausgespielt, von 1953 bis 1967 in einem an einem Wochenende ausgetragenen Turnier vierer Mannschaften. 
1953 wurde zweimal der Titel des schwedischen Mannschaftsmeisters ausgespielt, wobei Stockholm Södra SS sowohl die letzte Austragung im alten Modus gewann als auch die erste im neuen Modus.
Seit der Saison 1968/69 wird der Titel in einer Liga ausgespielt, deren Saison im Herbst beginnt und im Frühling endet. 1968 wurde der Titel des schwedischen Mannschaftsmeisters nicht ausgespielt, allerdings listet der Schwedische Schachverband den Wasa SK, der in der Saison 1968/69 schwedischer Mannschaftsmeister wurde, sowohl als Meister des Jahres 1968 als auch als Meister des Jahres 1969. Zunächst war die zweigleisige (in der Saison 1968/69 viergleisige) Division I die höchste Spielklasse, bis sie zur Saison 1987/88 von der Elitserien abgelöst wurde.

## Mannschaftsmeisterschaften im K.o.-System 1951 bis 1953
| Jahr | Sieger             |
| ---- | ------------------ |
| 1951 | Dalarnas SF        |
| 1952 | Wasa SK            |
| 1953 | Stockholm Södra SS |

## Mannschaftsmeisterschaften in Viererturnieren 1953 bis 1967
| Jahr | Sieger                 |
| ---- | ---------------------- |
| 1953 | Stockholm Södra SS     |
| 1954 | SK Kamraterna Göteborg |
| 1955 | Stockholm Södra SS     |
| 1956 | Wasa SK                |
| 1957 | SK Rockaden, Stockholm |
| 1958 | SK Rockaden, Stockholm |
| 1959 | SK Rockaden, Stockholm |
| 1960 | Stockholms SF          |
| 1961 | Stockholms SF          |
| 1962 | Stockholms SF          |
| 1963 | Wasa SK                |
| 1964 | Östergötlands SF       |
| 1965 | Lunds ASK              |
| 1966 | Lunds ASK              |
| 1967 | Lunds ASK              |

## 1969 bis 1987: mehrgleisige Division I als höchste Spielklasse
| Jahr | Sieger                 |
| ---- | ---------------------- |
| 1969 | Wasa SK                |
| 1970 | Lunds ASK              |
| 1971 | Stockholm Södra SS     |
| 1972 | Lunds ASK              |
| 1973 | Upsala ASS             |
| 1974 | Wasa SK                |
| 1975 | Solna SS               |
| 1976 | Lunds ASK              |
| 1977 | Lunds ASK              |
| 1978 | Lunds ASK              |
| 1979 | Solna SS               |
| 1980 | SK Rockaden, Stockholm |
| 1981 | SK Kamraterna          |
| 1982 | SK Rockaden, Stockholm |
| 1983 | Limhamns SK            |
| 1984 | SK Rockaden, Stockholm |
| 1985 | SK Rockaden, Stockholm |
| 1986 | SK Rockaden, Stockholm |
| 1987 | Wasa SK                |

## Seit 1988: Elitserien
| Jahr | Sieger                    |
| ---- | ------------------------- |
| 1988 | Wasa SK                   |
| 1989 | Wasa SK                   |
| 1990 | Wasa SK                   |
| 1991 | Wasa SK                   |
| 1992 | SK Rockaden, Stockholm    |
| 1993 | SK Rockaden, Stockholm    |
| 1994 | SK Rockaden, Stockholm    |
| 1995 | SK Rockaden, Stockholm    |
| 1996 | SK Rockaden, Stockholm    |
| 1997 | SK Rockaden, Stockholm    |
| 1998 | SK Rockaden, Stockholm    |
| 1999 | Sollentuna SK             |
| 2000 | Sollentuna SK             |
| 2001 | SK Rockaden, Stockholm    |
| 2002 | Sollentuna SK             |
| 2003 | Sollentuna SK             |
| 2004 | SK Rockaden, Stockholm    |
| 2005 | SK Rockaden, Stockholm    |
| 2006 | Sollentuna SK             |
| 2007 | Sollentuna SK             |
| 2008 | SK Rockaden, Stockholm    |
| 2009 | SK Rockaden, Stockholm    |
| 2010 | SK Team Viking            |
| 2011 | Lunds ASK                 |
| 2012 | SK Team Viking            |
| 2013 | Limhamns SK               |
| 2014 | SK Rockaden, Stockholm    |
| 2015 | SK Team Viking            |
| 2016 | SK Rockaden, Stockholm    |
| 2017 | SK Team Viking            |
| 2018 | Malmö AS                  |
| 2019 | Lunds ASK                 |
| 2020 | Stockholms Schacksällskap |
| 2021 | SK Rockaden, Stockholm    |
| 2022 | Stockholms Schacksällskap |